# Gyaritus giganteus
Gyaritus giganteus là một loài bọ cánh cứng trong họ Cerambycidae.